# Мола ла Корте-Поцо Маринаро-Дечињано (Фрозиноне)
Мола ла Корте-Поцо Маринаро-Дечињано је насеље у Италији у округу Фрозиноне, региону Лацио.
Према процени из 2011. у насељу је живело 77 становника. Насеље се налази на надморској висини од 503 м.